# 祭壇と炉のために
「祭壇と炉のために」（さいだんとろのために、Pro Aris et Focis) は、多くの一族や軍の連隊の標語として使用されたラテン語の成句である。
「神と祖国のために」を意味するが、最も敬愛するものへの愛着を示すために古代の作家が用いた。より慣用的には「炉辺と家庭のために」と翻訳され、ラテン語の「aris」としては、一般的に家の精神の祭壇のどちらにも関係しており、しばしば家庭の提喩として用いられる。キケロは『神々の本性について』(3,40)の中で自分の主張の重要性を強調するためにこの成句を用いている。

## 一族の標語
「祭壇と炉のために」(Pro Aris et Focis)は、スコットランドのウェイツ家のような多くの一族や、世界中の軍の連隊の標語である。

## 秘密結社
「祭壇と炉のために」(Pro Aris et Focis)は、1789年のブリュッセルの秘密結社の名前である。